# サイリ・トゥパック

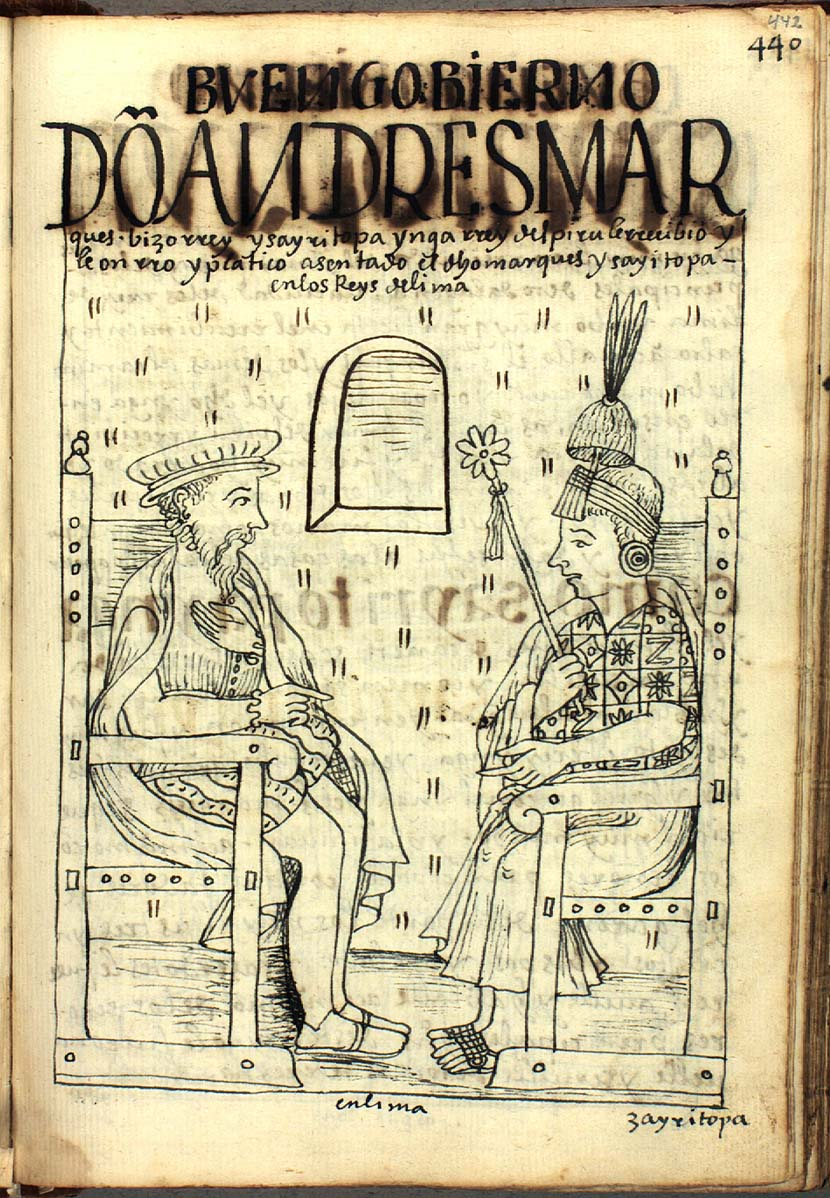
サイリ・トゥパック（右）

サイリ・トゥパック（英：Sayri Tupac、ケチュア語：Sayri Tupaq、? - 1561年、在位：1545年-1560年）は、新インカ帝国「ビルカバンバ（Vilcabamba）のインカ帝国」の首都であるビルカバンバ（Vilcabamba）での名目上インカ帝国の皇帝である。父はマンコ・インカ・ユパンキ（Manku Inka Yupanki)。弟にティトゥ・クシ（Titu Cusi）、トゥパック・アマル（Tupaq Amaru）らがいる。1550年と1556年に条約を総督であるアンドレス・ウルタド・デ・メンドサ（Andrés Hurtado de Mendoza）と発効するようにした。1558年に、洗礼され、主権を諦めた後、ウルバンバ（Urubamba）、ユカイ（Yukay）谷等の場所に様々な土地をもらった。1561年に死去。

## 関連文献
- ティトゥ・クシ・ユパンギ『インカの反乱 被征服者の声』染田秀藤訳、岩波文庫、1987年